# Skagit Transit

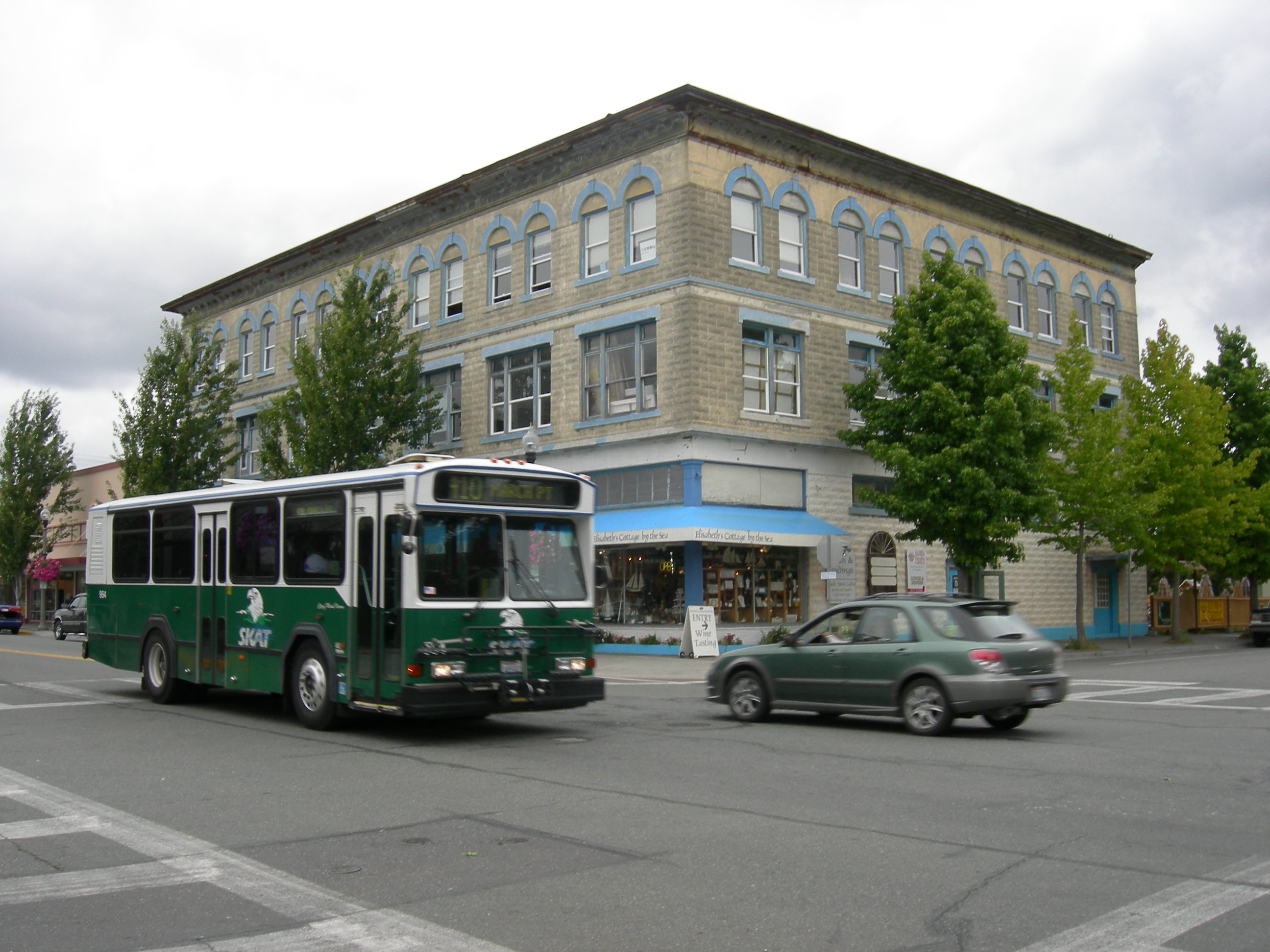
Autobus společnosti Skagit Transit v centru města Anacortes.

Skagit Transit je dopravní podnik obsluhující okres Skagit v americkém státě Washington. V okrese provozuje jedenáct autobusových linek, jízdní dodávky a poptávkovou dopravu pro invalidní cestující.

## Zázemí

### Skagit Station
Terminál hromadné dopravy se nachází na Kincaid Street a jedná se o Mount Vernon Amtrak Station. Multifunkční stanici využívá také autobusový dopravce Greyhound, vlaky Amtrak Cascades, nebo Everett Express, který ji spojuje se stanicí příměstských vlaků Sounder v Everettu.

### MOA Building
Dopravní podnik má své kanceláře a údržbu v budově na County Shop Lane v Burlingtonu.

## Jízdenky
Cestující si musí koupit jízdenku ihned po nástupu do vozidla. Pokud nemají přesně, místo vrácených peněz dostanou kredit na elektronickou kartu. 1 dolar stojí přestupní jízdenka na 90 minut, 2 dolary stojí jízdenka na celý den, 25 dolarů měsíční jízdenka a 50 dolarů měsíční jízdenka pro příměstské linky.

## Linky
Kromě jedenácti linek v okrese Skagit společnost provozuje také čtyři linky do jiných okresů. Linka Bellingham Connector spojuje město Mount Vernon s Bellinghamem, dvě linky Island Connector spojují Mount Vernon s Oak Harborem na Whidbeyho ostrově a s Caamañovým ostrovem a linka Everett Connector spojuje Burlington s Mount Vernonem a Everettem.
Na Skagit Transit navazují systémy Island Transit, Community Transit, Whatcom Transportation Authority, Everett Transit, Sound Transit, Washington State Ferries a Amtrak.